# Postmarxismus
Der seit den 1980er-Jahren verwendete Begriff Postmarxismus in einem weiteren Sinne steht nicht für eine bestimmte philosophische oder soziologische Schule, sondern bezeichnet eine Tendenz in der weitergeführten gesellschaftskritischen, in vielen Fällen auch innerhalb des Poststrukturalismus entstandenen Theorieentwicklung nach Karl Marx, der sich unter anderem Philosophen und Sozialwissenschaftler wie Theodor W. Adorno, Hannah Arendt, Judith Butler, Cornelius Castoriadis, Ernesto Laclau, Chantal Mouffe, Jacques Rancière zuordnen lassen.
In einem engeren Sinn bezeichnet Postmarxismus im Anschluss an Ernesto Laclau und Chantal Mouffe eine Position, die den traditionellen Marxismus hinter sich gelassen hat und dennoch dem Marx’schen Werk in bestimmten Punkten verbunden bleibt. Unter dem (überwundenen) Marxismus wird dabei zum einen teilweise die Marx’sche Lehre verstanden, aber zum anderen besonders die Aus- und Umformung, welche die Ideen von Marx nach dessen Tod insbesondere in der marxistisch-leninistischen Weltanschauung der staatssozialistischen Länder erfahren habe. In dieser Hinsicht ist postmarxistisch streng von der Bezeichnung ex-marxistisch zu unterscheiden. Postmarxisten üben Kritik am marxistischen, auf die gesellschaftlichen Produktionsverhältnisse rekurrierenden Reduktionismus und dessen Spielformen: ökonomistischer Determinismus und Klassenkampf, dem hegel-marxistischen Totalitätskonzept wie auch dessen Revolutionstheorie.
Die teleologische Vorstellung eines radikalen Bruchs (und nicht einer prozesshaften Transformation), die Annahme eines (vorbestimmten) revolutionären Subjekts und die Ideen einer proletarischen Revolution zur Machtübernahme werden auf ihre Gefahren und Probleme hin hinterfragt, von manchen sogar ganz aufgegeben. Ausgangspunkt der Diskussionen ist oft die „alles begründende“ evolutionäre Rolle der Arbeit bei Marx und Engels, die als vermeintliche Fortführung der Philosophie Hegels abgelehnt wird. Kritiker, insbesondere aus traditionell-marxistischer Richtung, werfen den Vertretern derartiger Strömungen häufig vor, dass deren Marx-Bezug eine Farce sei, da sie die meisten Kernpunkte der Marx’schen Theorie außer Acht ließen und sich nur einige wenige Dinge so zurechtlegten, wie sie sie in ihrer eigenen Theorie verwenden könnten. Kern dieses Streits ist die Frage, wie Marx zu interpretieren sei. Die Protagonisten der als Postmarxismus zusammenfassbaren Strömungen vertreten dabei keine einheitliche Marx-Interpretation, sie stimmen jedoch darin überein, dass Marx neu interpretiert werden müsse, weil der traditionelle Marxismus dies über die Jahrhunderte falsch gemacht habe. Zentral ist vor allem das Verhältnis zwischen Postmarxismus und radikaler Demokratie.
Als Postmarxismus wird nach Robert Kurz auch eine bestimmte Strömung der Wertkritik bezeichnet.